# Рољијано (Козенца)
Рољијано (итал. Rogliano) је насеље у Италији у округу Козенца, региону Калабрија.
Према процени из 2011. у насељу је живело 4648 становника. Насеље се налази на надморској висини од 606 м.

## Становништво
Према резултатима пописа становништва 2011. у општини је живело 5.697 становника.
| 1931. | 1936. | 1951. | 1961. | 1971. | 1981. | 1991. | 2001. | 2011. |
| ----- | ----- | ----- | ----- | ----- | ----- | ----- | ----- | ----- |
| 6.037 | 6.299 | 7.173 | 7.092 | 6.135 | 5.843 | 5.819 | 5.892 | 5.697 |